# Sphinctrina
Sphinctrina Fr. (maczużnik) – rodzaj grzybów z rodziny Sphinctrinaceae. Gatunki występujące w Polsce to grzyby naporostowe.

## Systematyka i nazewnictwo
Pozycja w klasyfikacji według Index Fungorum: Sphinctrinaceae, Mycocaliciales, Mycocaliciomycetidae, Eurotiomycetes, Pezizomycotina, Ascomycota, Fungi.
Takson utworzył Elias Fries w 1825 r. Synonimy nazwy naukowej: Phacotiella Vain.
Polska nazwa według W. Fałtynowicza.
Gatunki występujące w Polsce:
- Sphinctrina anglica Nyl. 1860 – maczużnik angielski
- Sphinctrina leucopoda Nyl. 1859 – maczużnik białostopy
- Sphinctrina porrectula Nyl. 1874[4] – maczużnik szorstki
- Sphinctrina tubiformis A. Massal. 1853 – maczużnik rurkowaty
- Sphinctrina turbinata (Pers.) De Not. 1846 – maczużnik czarny

Nazwy naukowe na podstawie Index Fungorum. Nazwy polskie według W. Fałtynowicza.